# かまど
かまどは、煮炊きする際に火を囲うための設備。竈とも書き、俗に「へっつい」や「クド」などとも言う。

## 概要

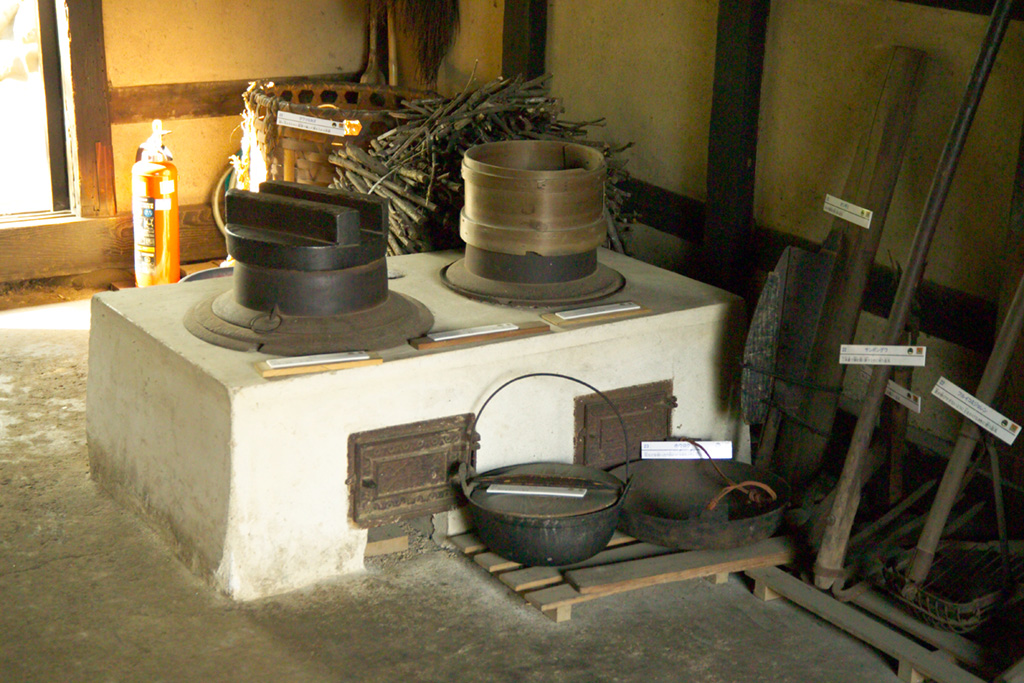
日本のかまど

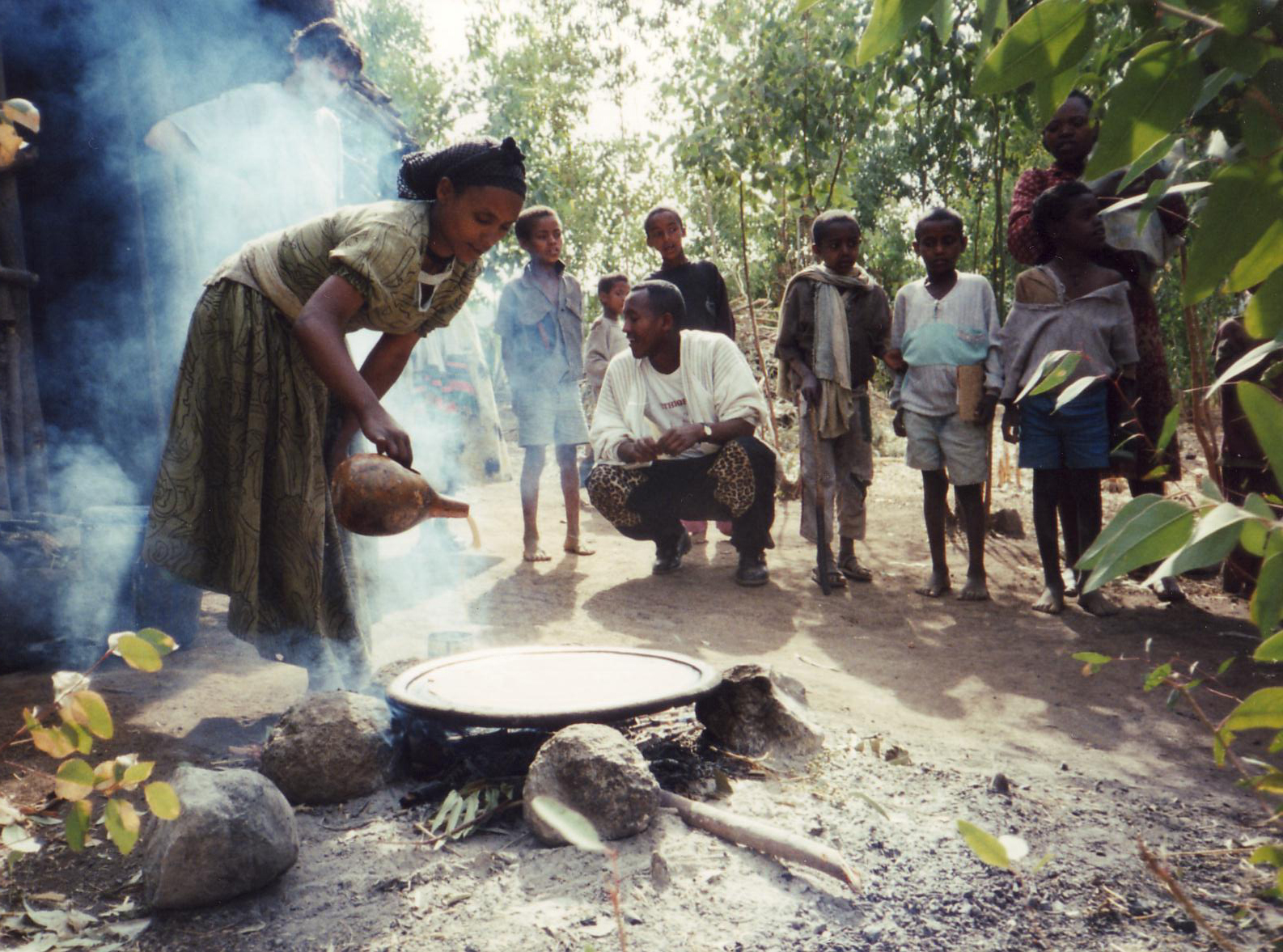
かまどでインジェラを焼く。エチオピアにて。

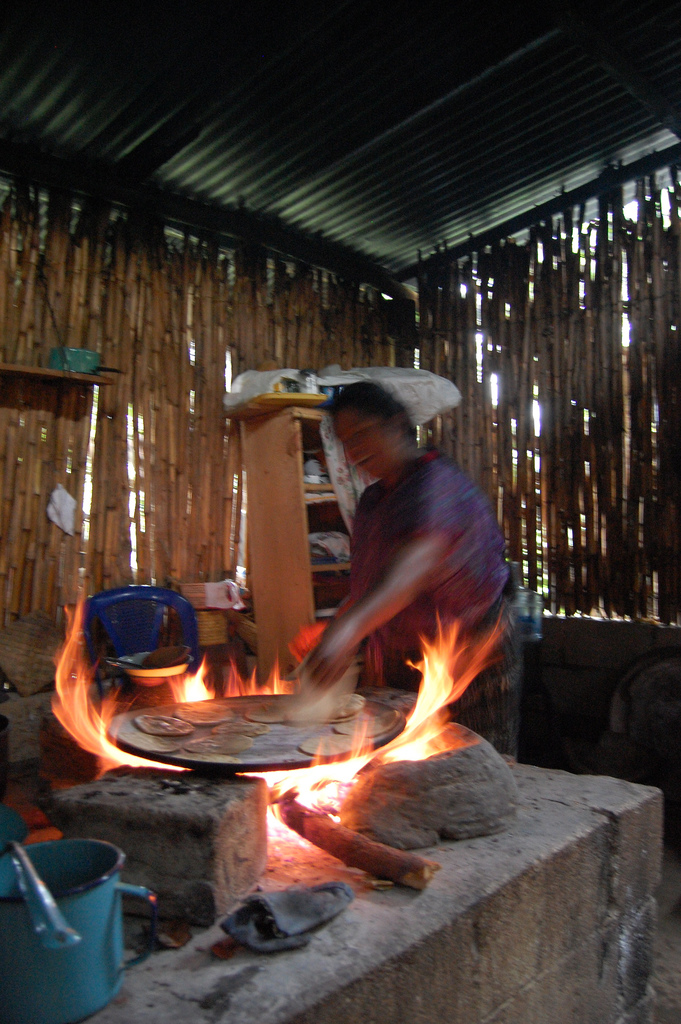
グアテマラのかまど。3つの石で土鍋を支える

石や土などで囲みを作るもので、上部に鍋や釜をかける構造になっている。かまどの囲いにより、放射で熱が逃げることを防ぐことができる。調理者も裸火の放射熱に晒されなくて済み、より高温の炎で調理出来るため調理時間の短縮にも繋がる。
柴（木の枝）・薪・炭・家畜の糞を乾燥させたものなどが燃料として用いられる。地域によっては、石炭が使われることがある。
固定されたもののほか、移動できるものもある。日本列島では古墳時代中期以降、中国大陸では秦・漢時代の遺跡からかまどの遺構が検出される。各地でかまど神が宿るとされた。
原型、祖形
かまどより簡素な構造のものを含む炉にも触れておくと、地面に直接薪を置いて火を炊くものを「地床炉」、火の周囲を石で囲ったものを「石囲炉」と言い、後者がかまどの原型ともされる。現代のキャンプでの飯盒による調理などでも使われる。
沖縄地方では、カマドはその祖形である「三つの石を並べた形」からそれほど発達することはなかった。三つの石を並べた上に「シンメーナービー」と呼ばれる中華鍋に似た形の大鍋を載せ、朝に主婦が火を焚きつけて大量のンム（サツマイモ）を蒸しあげる。蒸したンムに小魚の塩辛や味噌汁を沿えて食事とした。三つの石の間を泥で塗りこめて塞いだ「ヤマト式」と呼ばれる竈が普及したのは、明治以降だった。
かまどと暖房設備
朝鮮半島・中国・ロシア・ヨーロッパ北部などでは、かまどが暖房装置としても使われた。
朝鮮のオンドルは、かまどの排気を床下に通して部屋を暖める合理的な床暖房システムである。部屋の中では、焚口すなわち台所に近い場所が暖かいため「上座」とされる。暖房が必要ない夏季は、オンドルに繋がらない夏専用のかまどを使用する。中国北部の炕（カン）は、原理は朝鮮のオンドルと同じだが寝床のみ暖める。履物を脱いで部屋に上がり、床の位置が高い朝鮮では部屋全体を暖め、室内でも履物を履き床の位置が低い中国では寝床のみ暖めた。
ロシアのペチカは、かまどと暖炉の機能を兼ね備え、排気を石や煉瓦で築いた煙道に通す蓄熱式暖房システムであり、極寒の地に温かく快適な室内空間を作る。ペチカの上に寝床を設ける事もある。江戸時代にカムチャツカ半島に抑留された高田屋嘉兵衛は、ペチカで暖房された部屋を「襦袢のみで過ごせる」と表現した。現在、北海道では石油ストーブと組み合わせたペチカが一部で使用されている。近世のヨーロッパ北部にも、かまどと暖炉を兼ねた設備があった。

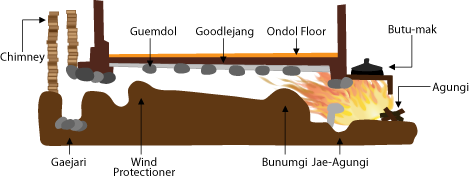
オンドルの構造
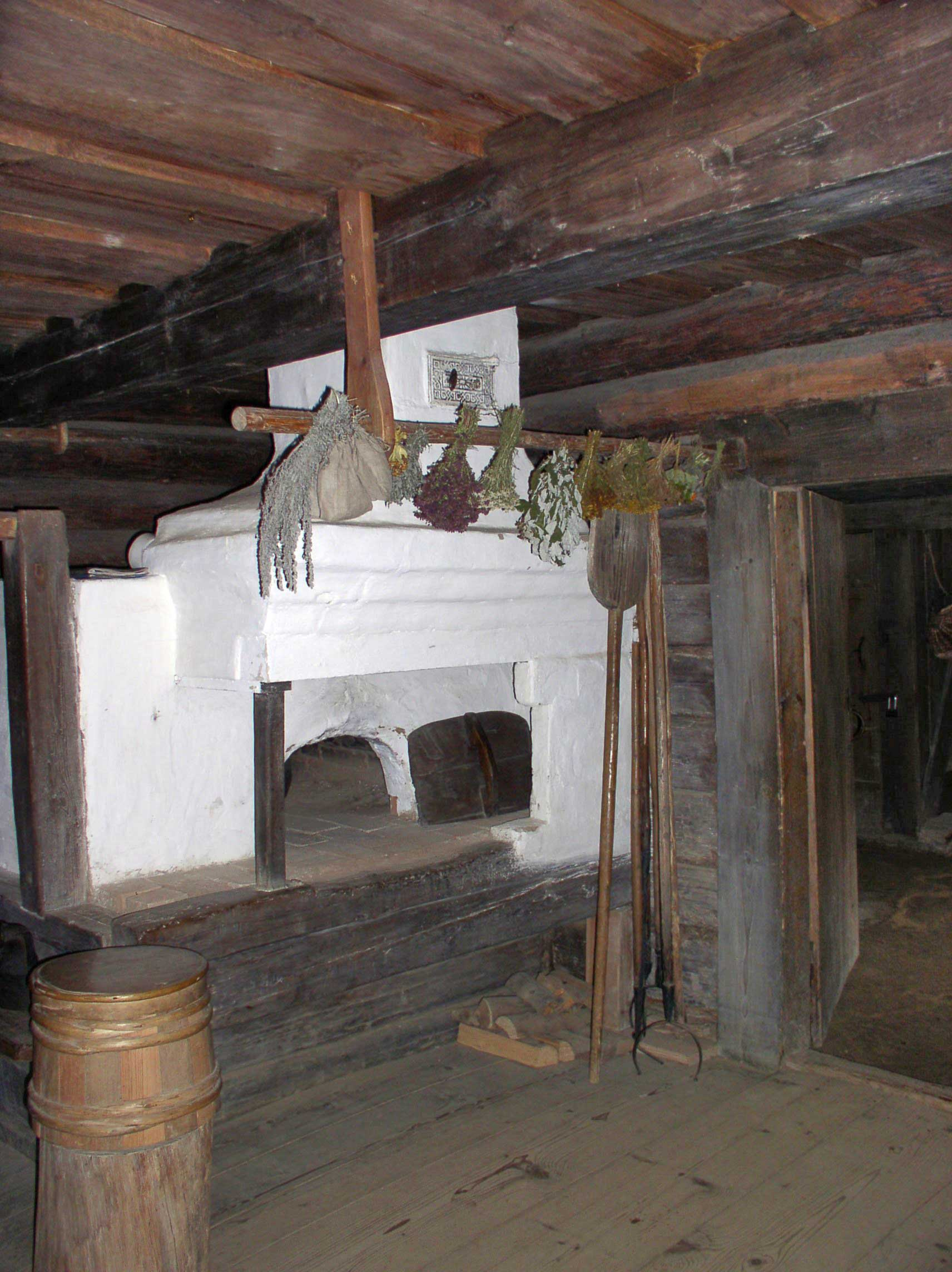
ロシアの伝統的なペチカ
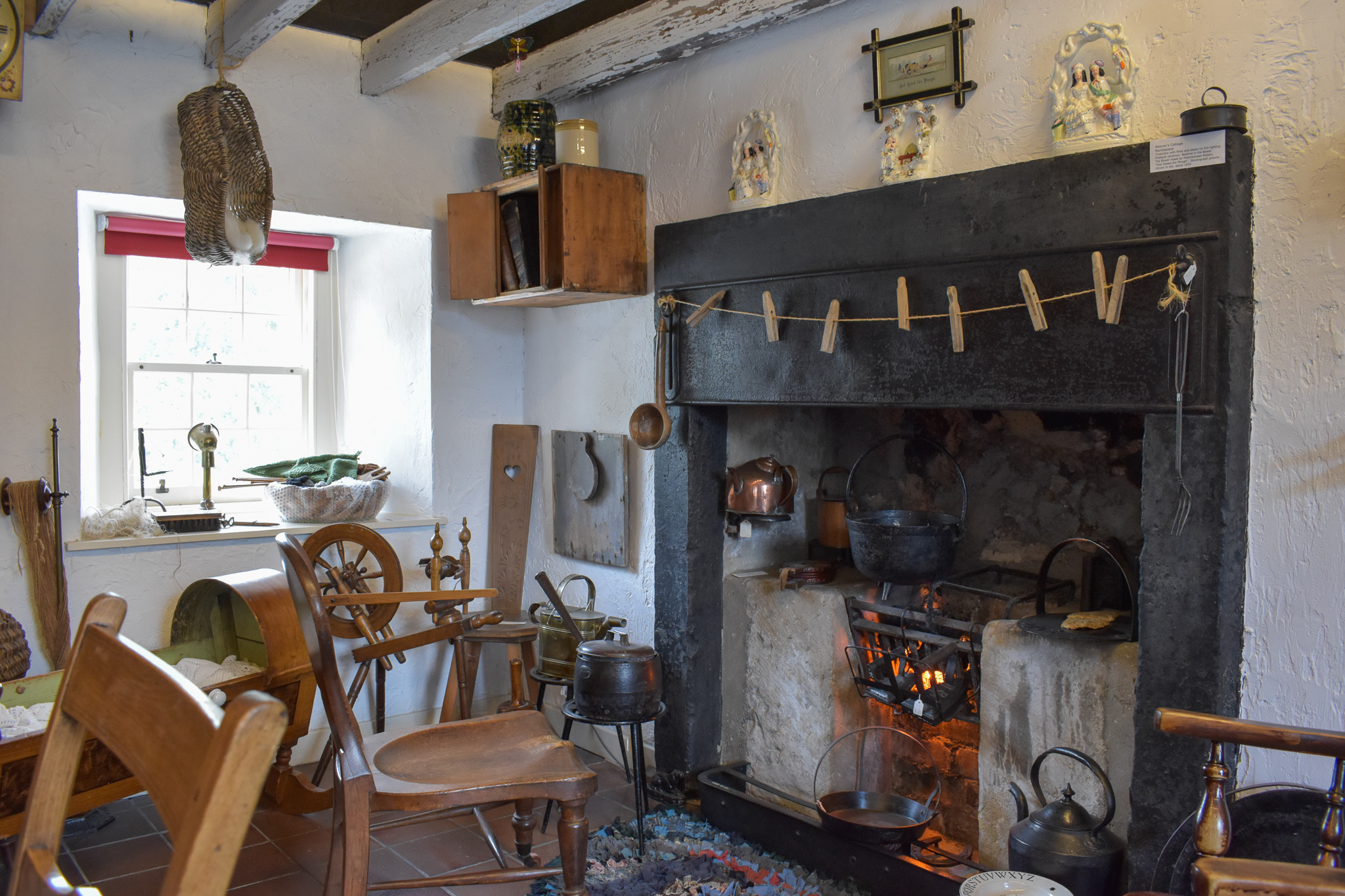
スコットランドの、かまどと暖炉の機能を兼ね備えた古い設備。Fife Folk Museum

## 東洋のかまど
かまどの構造は、調理側と焚口側が一致する類型（日本列島や朝鮮半島のほか、中国のブイ族・ウイグル族・リー族の住居など）、調理側と焚口側が直交に分離している類型（中国のサニ族の住居など）、調理側と焚口側が平行二面に分離している類型（中国の華南地域の住居など）などがある。

### 中国
中国では新石器時代には、調理用火器として住宅内に設けられた炉である竈が出現した。地面に作り付けのかまどを地竈といい、竈台と竈坑がある。竈台は床面から5cmほど高い位置に水平面を設けた炉で、鼎などの脚付きの調理器に適した設備である。一方、竈坑は床面から15cmから20cmほど掘り下げて縁の部分を少し高くした炉で、釜など脚の付かない調理器具に適しており、かまどの起源となった設備である。また壁面に設けた壁竈もあり、龍山文化でみられるこれらの設備の併設は採暖用の炉竈と炊事用の厨竈の機能分化とみられている。新石器時代には地竈や壁竈のほか、持ち運び可能なコンロに釜を載せた形態の釜竈がみられた。

### 日本列島
関西では「へっつい」と呼ばれることが多いが、京都では「おくどさん」という名称が使われていた。

#### 歴史

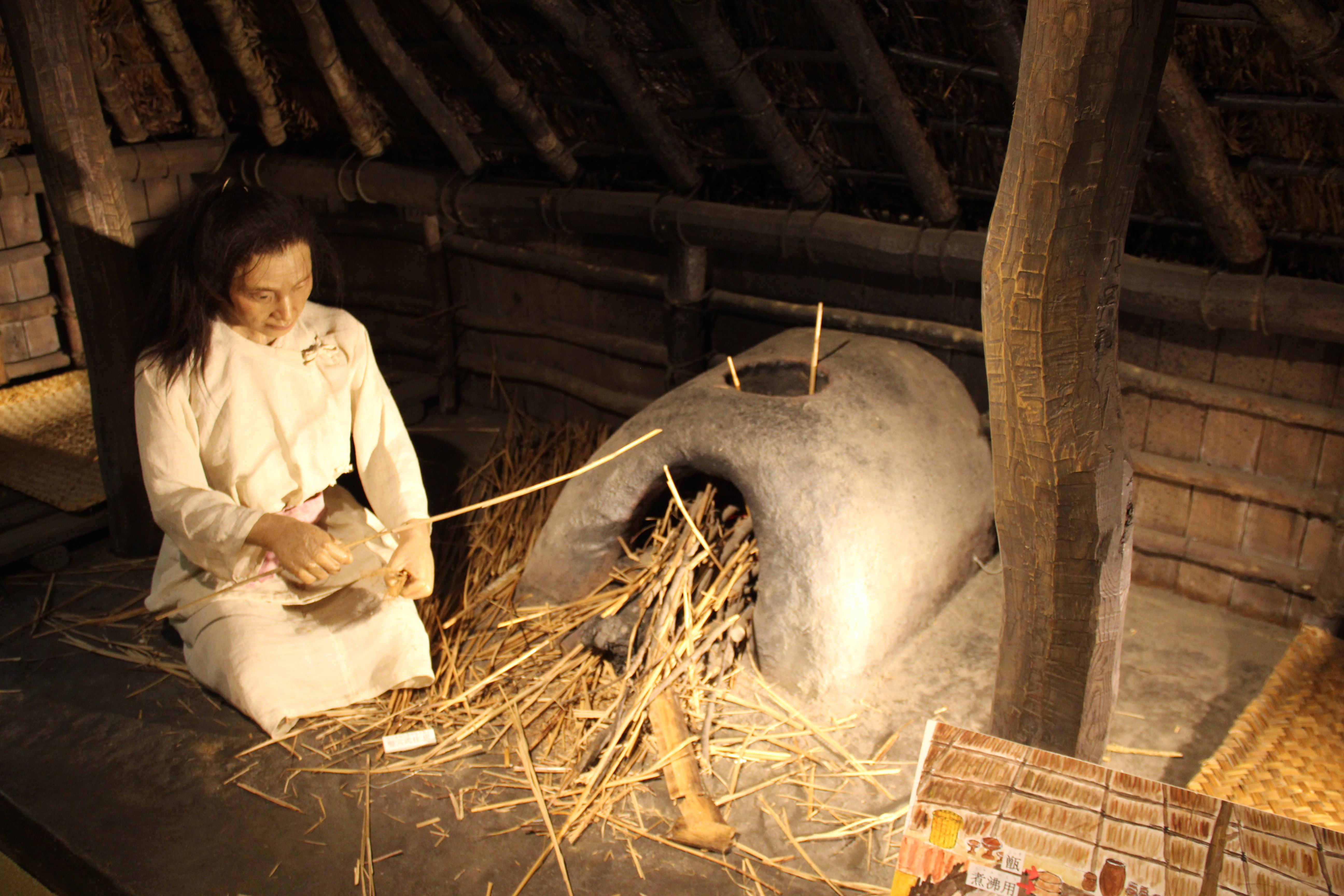
芝山古墳・はにわ博物館（千葉県山武郡芝山町）展示室における古墳時代中期以降の竪穴建物内の造付けカマドの復元。

旧石器時代から縄文時代・弥生時代・古墳時代前期（4世紀）までは日本列島にはカマドが存在せず、屋内外の地床炉が用いられるケースが多かった。弥生時代後期から古墳時代前期には、炉の上におかれた脚部のついた台付甕が用いられた。
5世紀
その後、古墳時代前期末の4世紀末～5世紀初頭に須恵器の焼成技術である窖窯（あながま）など、朝鮮半島から渡来人によって新しい技術や文物が日本列島にもたらされるが、カマドもこの頃に伝来したと推定されている。
この時代に朝鮮半島からの伝播をうかがわせる遺物として、「竈形土器」と呼ばれる土師質の「移動式カマド」が遺跡から出土している。これらは平安時代の905年（延喜5年）に編纂が始まった『延喜式』で「韓竈（からかま、からかまど）」と記されている祭祀用カマドにあたると考えられている。20センチメートル未満の小型竈（ミニチュア）と、20センチメートル以上の大型竈に分類でき、20センチメートル未満の小型竈は、古墳時代には渡来人系の被葬者の葬祭儀礼に使われ、奈良・平安時代には都城での祓いなどの祭礼に使用されたと考えられている。20センチメートル以上の大型竈は実用品であろうが、大阪府吹田市の五反島遺跡（ごたんじまいせき）で出土したものは、概してススなどの付着が顕著ではない。

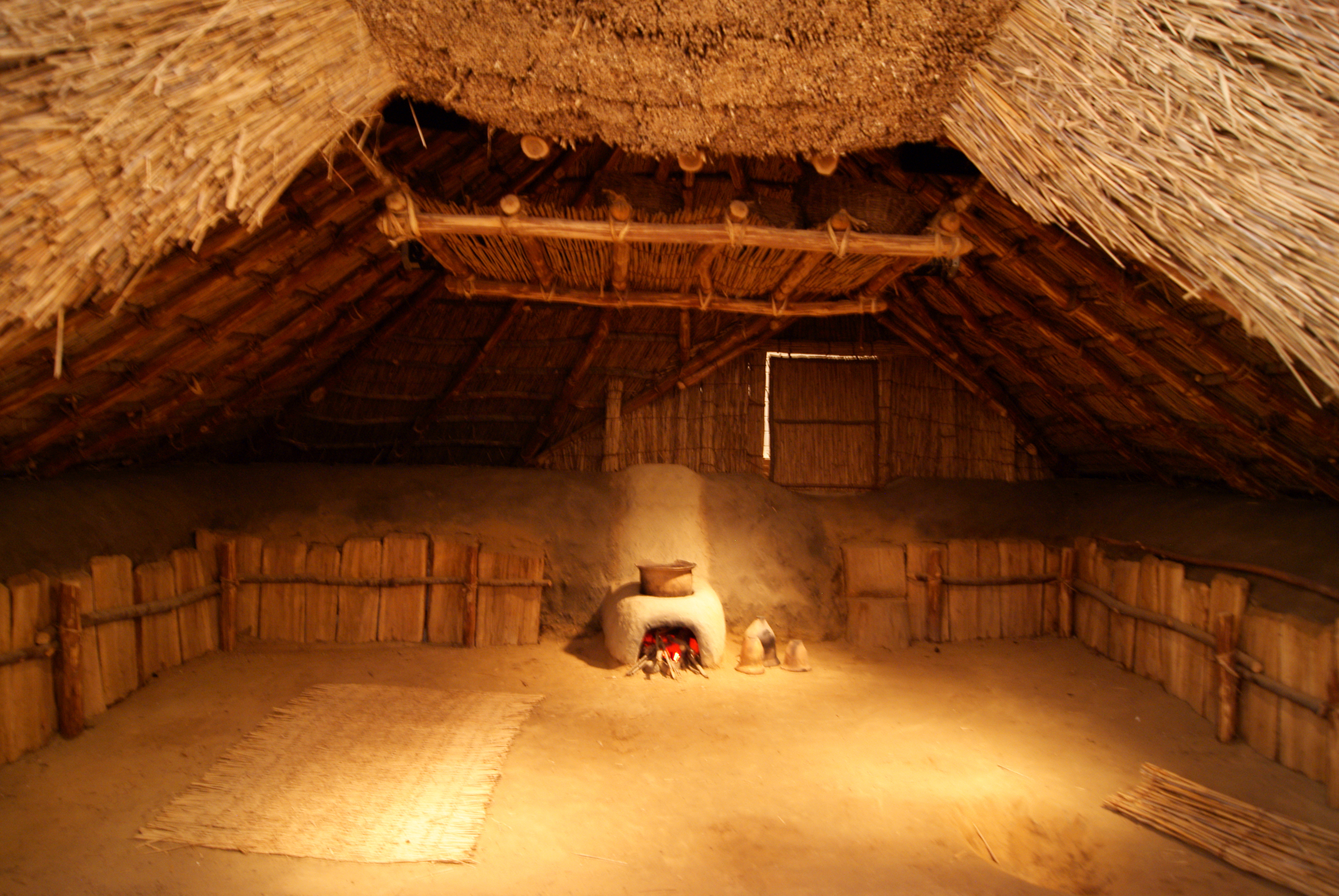
北海道釧路市北斗遺跡の擦文時代（7世紀-13世紀）の竪穴建物復元模型内部（史跡北斗遺跡展示館展示）。奥壁中央に造り付けカマドがある。

上記の「移動式カマド（竈形土器）」のほか、5世紀以降、集落遺跡の竪穴建物内の北側や東側の壁面に「造り付けカマド」が設けられるようになる。その構造は、建物の壁際に粘土をトンネル状に盛り上げて焚口とし、粘土の天井部に開けた穴に煮沸具である土師器の甕を据え、その中に甑を嵌め込むように置くというものである。カマドの焚口の両脇の「ソデ」と呼ばれる部分には、石や、伏せた土師器の甕、瓦などが芯材として用いられ、カマド中央部に置かれた甕をささえるための支脚にも粘土製のものや細長い石、伏せた須恵器の坏などが用いられることもあった。
古墳時代中期（5世紀）における竪穴建物への造り付けカマドの導入は、それまでの炉を用いた調理より熱効率がよく、当時の調理様式に「台所革命」とも評される劇的な変化を与えたと見られ、日本列島の広範囲に爆発的に普及した。
5世紀半ば段階では、早々にカマド付き竪穴建物を取り入れて成立した神奈川県横浜市都筑区の矢崎山遺跡集落などの例もあるものの、集落遺跡におけるカマド普及率はなお全国で10%、関東地方で4%程度だったが、次の古墳時代後期（6世紀）段階には全国で72.4%、関東地方で90%超の普及率となった。他の調理用具にも変化をあたえ、それまで丸胴だった土師器甕はカマドに据えやすくするために長胴化し、蒸し器の甑が普及し、それまで高坏が主流だった盛付け用の食器も丸底の坏（手持ち食器）が主流となっていった。
「しちりん」と呼ばれる小型の炉は江戸時代に誕生し、現在見られる木炭用の深いバケツ形のものは明治時代から作られるようになった。
1923年（大正12年）には、ガスかまどが登場。従来から使用されてきた羽釜専用の変形的な一口ガスレンジ台であり、1970年代まで使用された。
西日本での常用、東、北日本での不使用

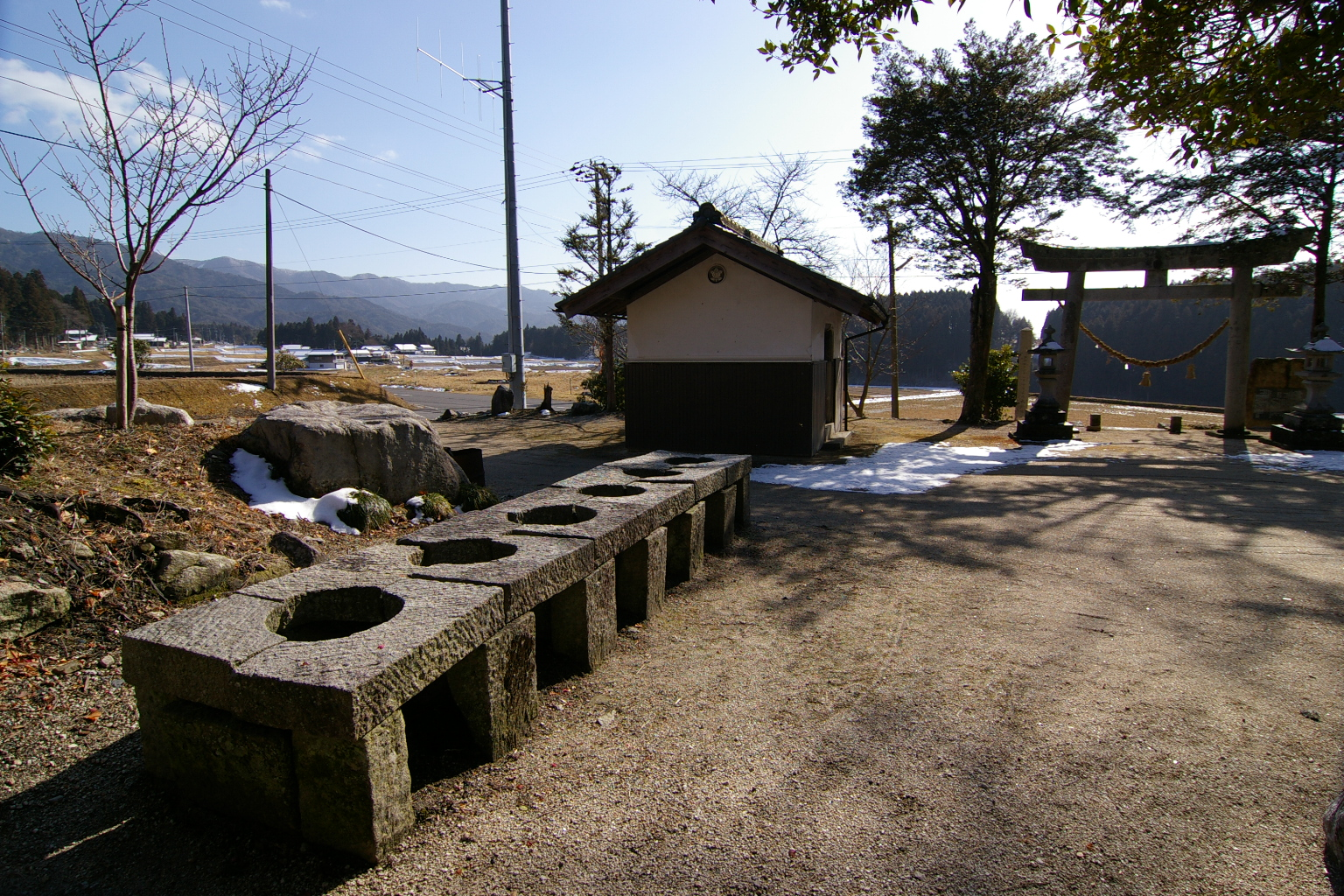
岐阜県中津川市阿木、大野八幡神社境内の6連竈

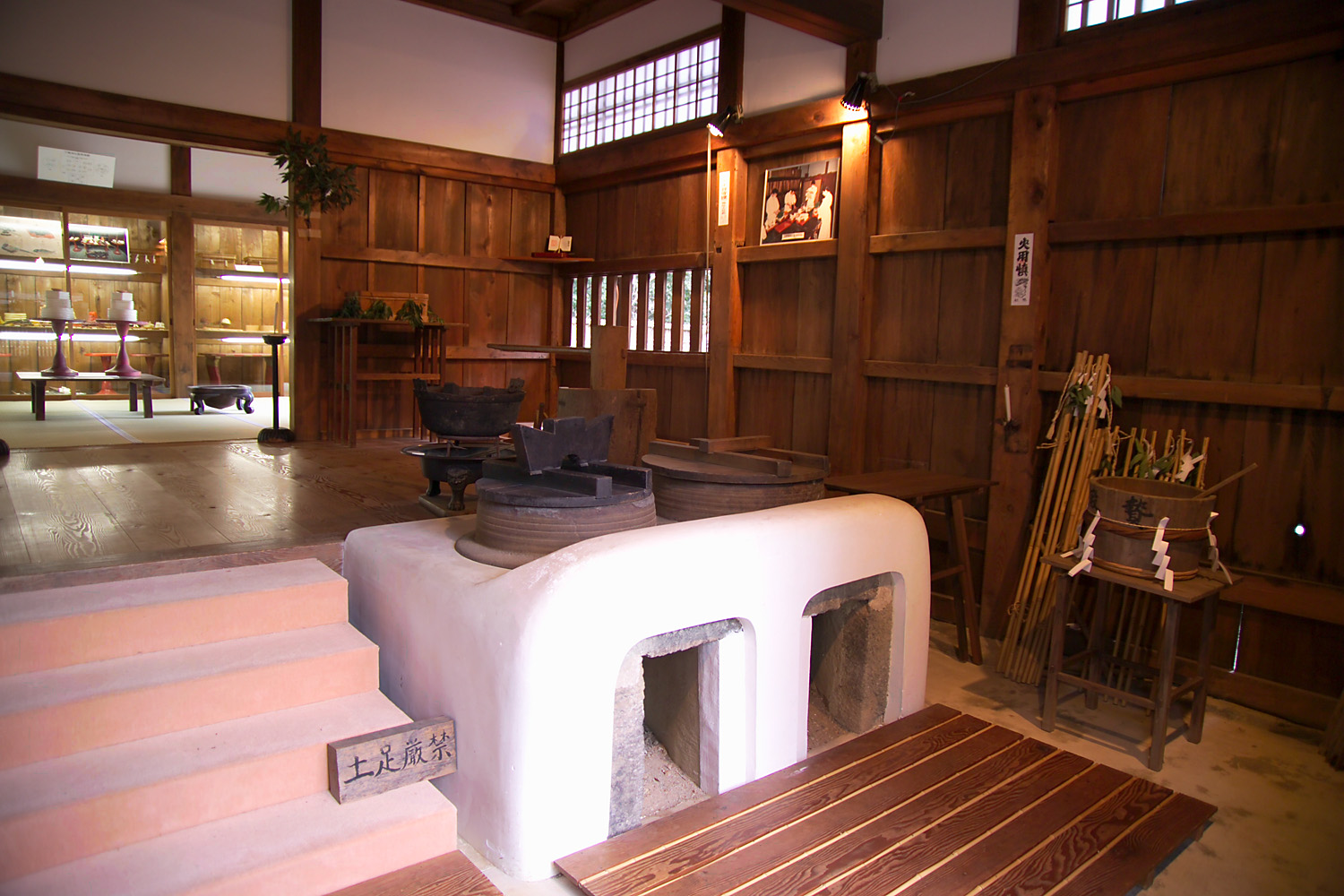
京都、賀茂御祖神社（下賀茂神社）大炊殿のかまど（重要文化財）。煙突が無いため、焚口は排煙を兼ねる。

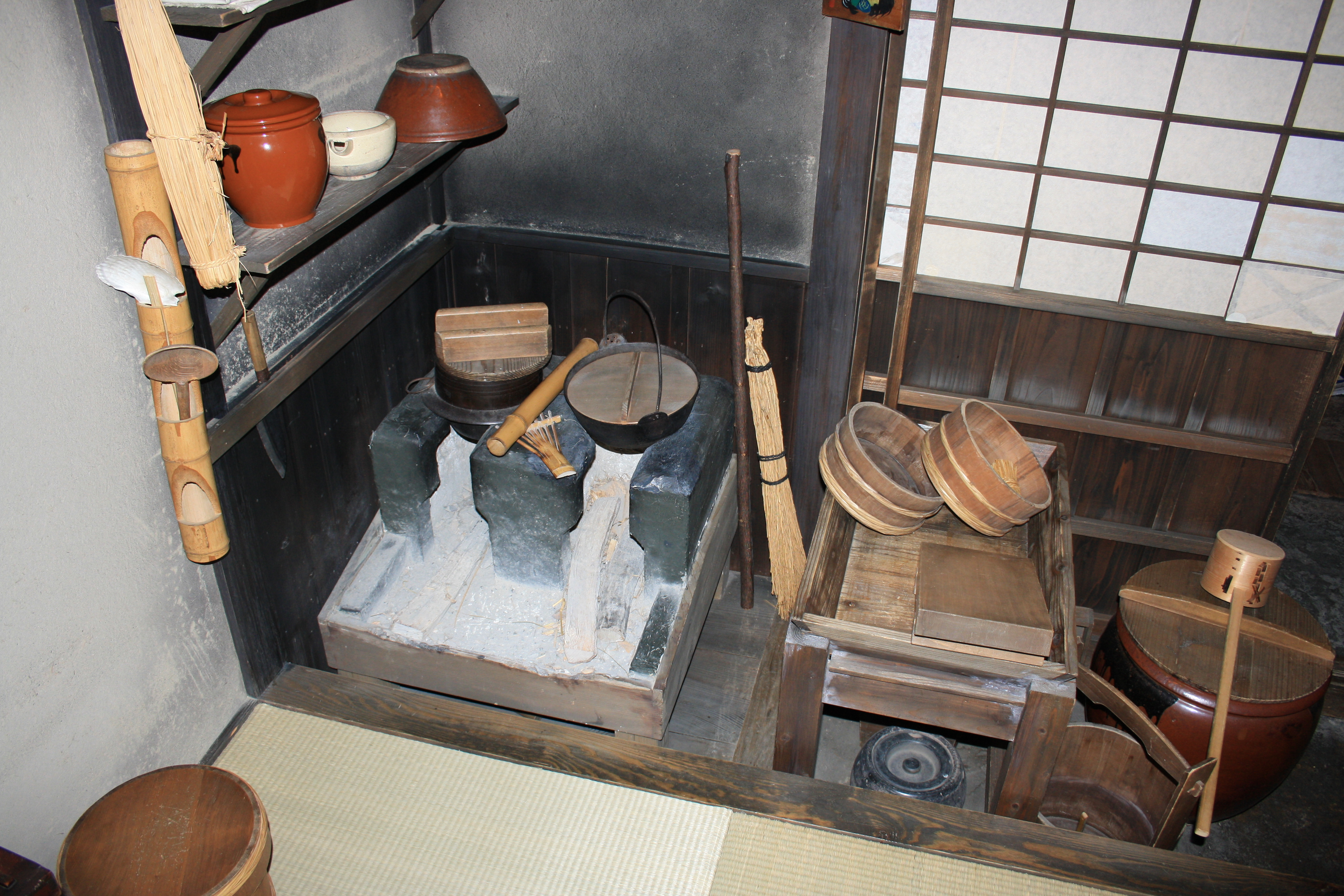
江戸の庶民が暮らす長屋の台所のかまど。深川江戸資料館

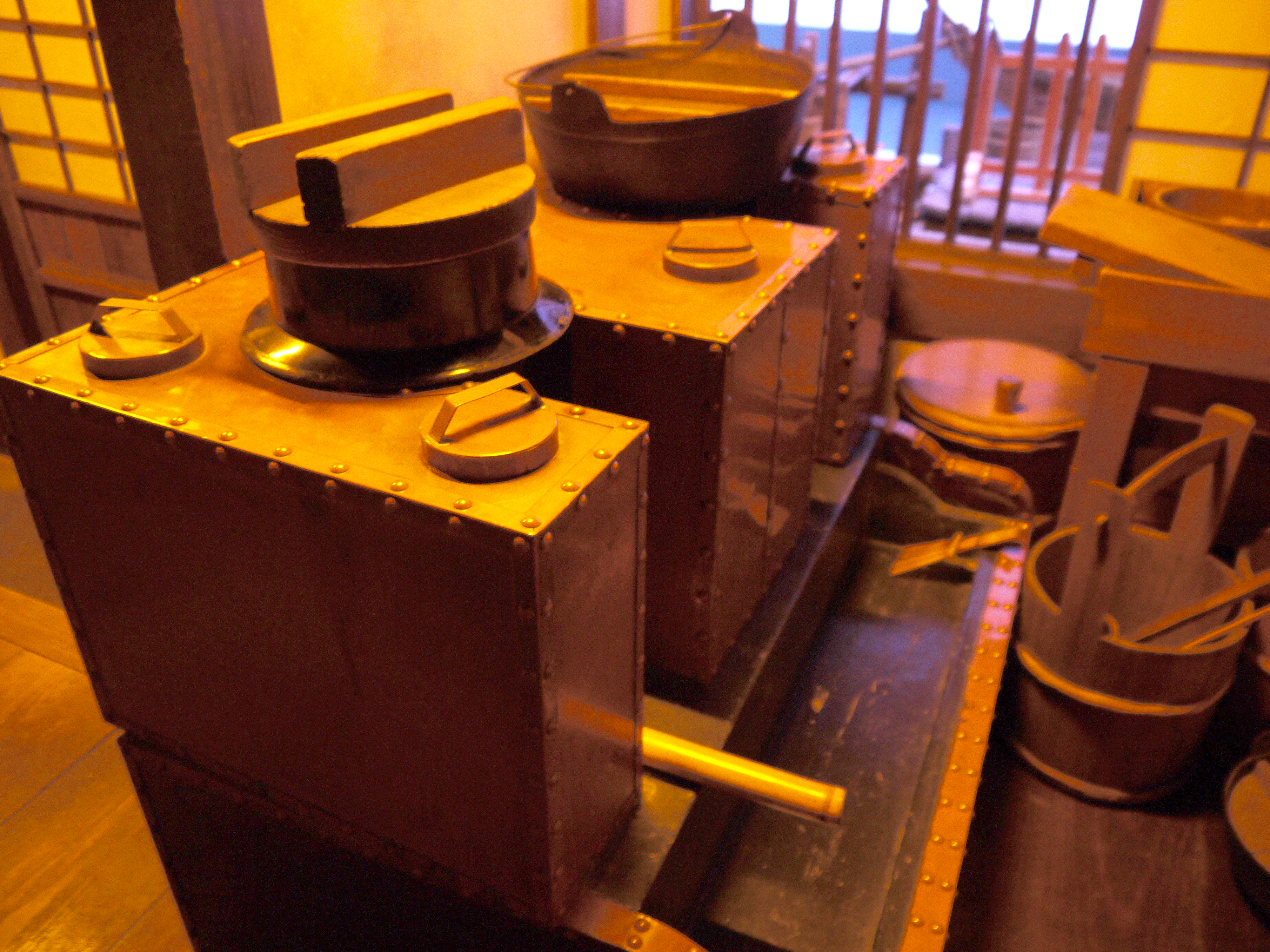
江戸後期の裕福な商家の銅製の壷付のへっつい。かまどが水容器を兼ね、湯が沸く。煙突は設けられていない。深川江戸資料館

西日本では、調理はほぼカマドを用いて行われていた。近畿地方の旧家には大小の竈を4・5個連ねた複合カマド「おくどさん」がある。そのうちで小さなかまどは日常の炊事に用い、端にすえられた大型カマドは、ハレの炊事にのみ使用する。
一方、東日本ではカマドが一度は普及しながらも、囲炉裏が再度卓越し、カマドの使用はすたれてしまったところが多かった。緯度が高いために冬が長く、夜が長い東日本、北日本では、暖房用、照明用として家の中央の囲炉裏で常時火が焚かれている。それと別にカマドを設けて調理に使うよりも、炉の火で炊事を行ったほうが燃料の浪費が抑えられるためである。岩手県の山村では、炊事はすべて囲炉裏で行い、飯も釜ではなく鍋で炊く。カマドは「とな」と呼ばれる、牛馬の飼料を煮る目的にのみ使用される。北海道周辺では、7世紀ごろの擦文時代に一度はカマドが普及したものの、次第に廃れた。後のアイヌの民家チセには、大きな囲炉裏のみでかまどが存在しない。調理はスワッ（自在鉤）で吊られた鍋で行う。行事や野営などで野外で炊事する際も、石で鍋を支えようとはせず、三脚から鍋を吊る。
かまどと信仰
5世紀半ばころにかまど神信仰も普及し、カマド構築材（粘土）内に祭祀具である「石製模造品」を封入した例や、竪穴建物を解体する際に「カマド鎮め」を行った形跡が発見されている。
なお愛知県の奥三河地方や長野県の伊那地方には鎌倉時代より伝わる祭り「花祭」があり、「湯立神事」を行う。祭りの際はかまどを築いて湯を沸かし、クライマックスで鬼に扮した踊り手が舞う中、湯が振り撒かれ、邪気を払う。神事以外でも、神社やお堂などの公共の場に祭事の炊き出しや暖を取ることを目的としたかまどが併設されていることがある。
煙突の有無の変化
古墳時代後期から平安時代には全国的に普及したカマドには、屋外へ煙を排出するための煙道が発達していた。
しかし、庶民の住居が竪穴建物から掘立柱建物に移行するにしたがい、煙道が失われた。カマドは焚き口と鍋釜をしかける穴のみが設けられた構造となり、薪の燃焼で生じた煙は焚口から屋内に排出され、屋根裏を通って屋根に設けられた「煙出し」の穴から屋外に吐き出されるようになった。高温多湿な気候の日本において家屋を腐朽やシロアリから守るには、カマドから屋内に煙を吐き出させ、屋根材や家屋を「燻製」にして防腐効果を狙う必要があったためである。瓦葺きの家屋でも、カマドやへっついには、あえて煙突は設けられていなかった。煙突が日本のカマドに復活したのは、西洋文明が大規模に渡来した明治以降になってからだった。

#### 構造
火のまわりの囲いが基本構造である。
日本のものは上部に「屋根」や「天井」に相当するものがかかり、鍋や釜をかける穴が開いている。燃料を投入し、灰などの燃え滓を掻き出すための口が設けられている。この口は火加減を調節するためにも使われ、金属製の蓋がついているものや、蓋の穴の大きさを調整可能なものもある。口は手前にあるのが基本だが、燃え滓の排出口は戸外に設けられたものもある。

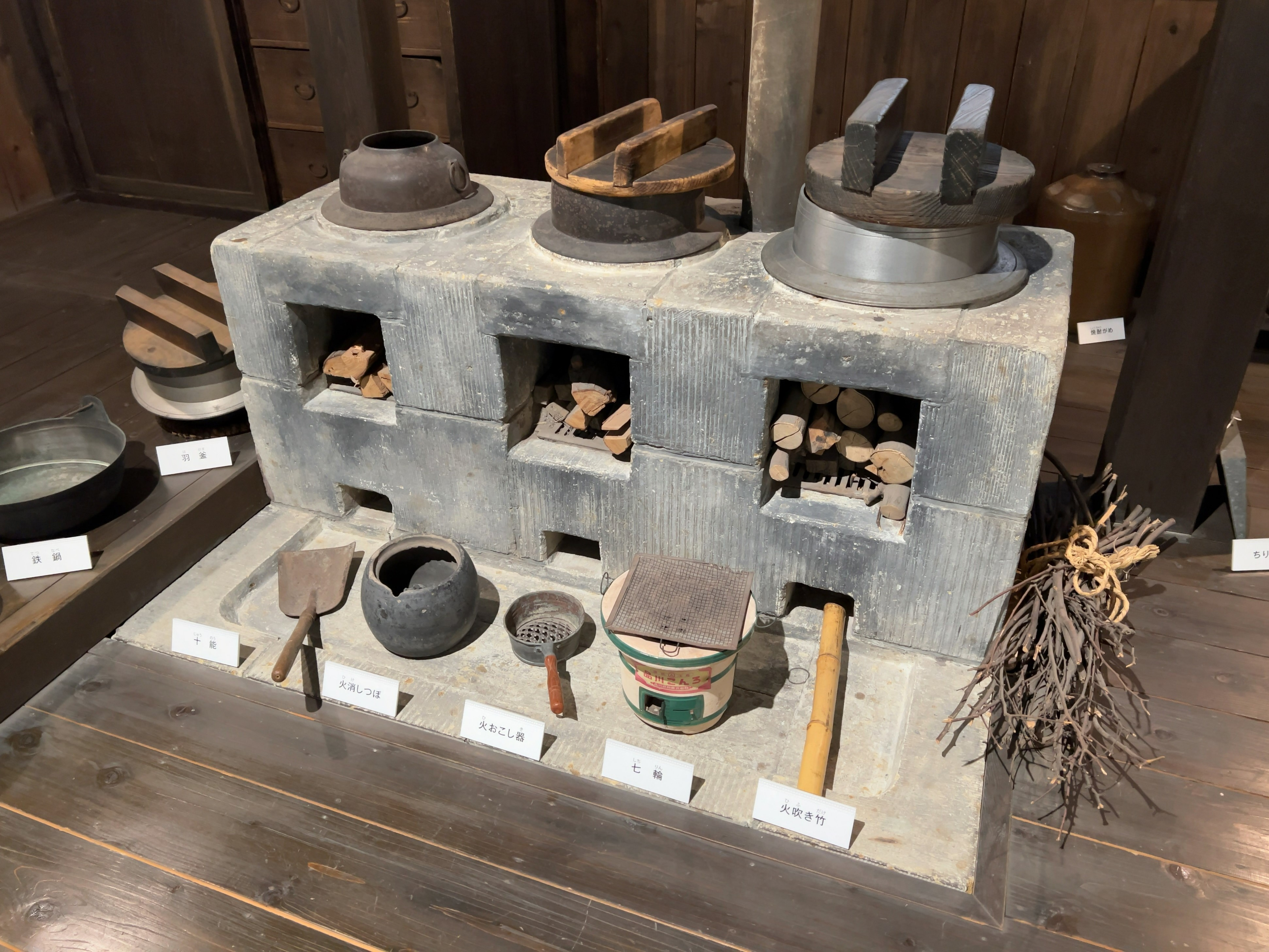
中野区立歴史民俗資料館の展示。かまど、および備品（十能、火消しつぼ、火おこし器、七輪、火吹き竹）
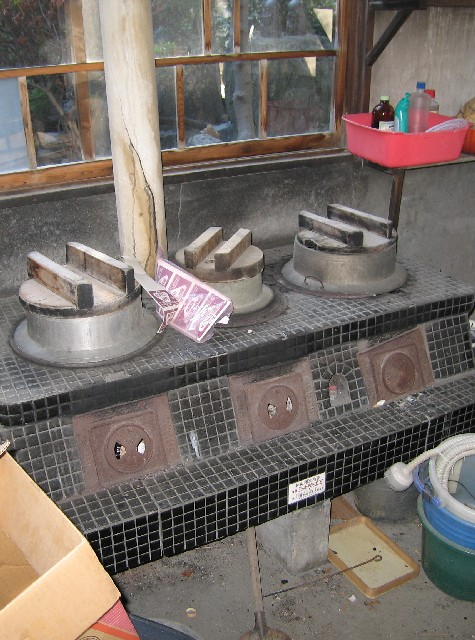
煙突が備えられ、やや近代化されたかまど。（何県何市、いつ頃設置？）
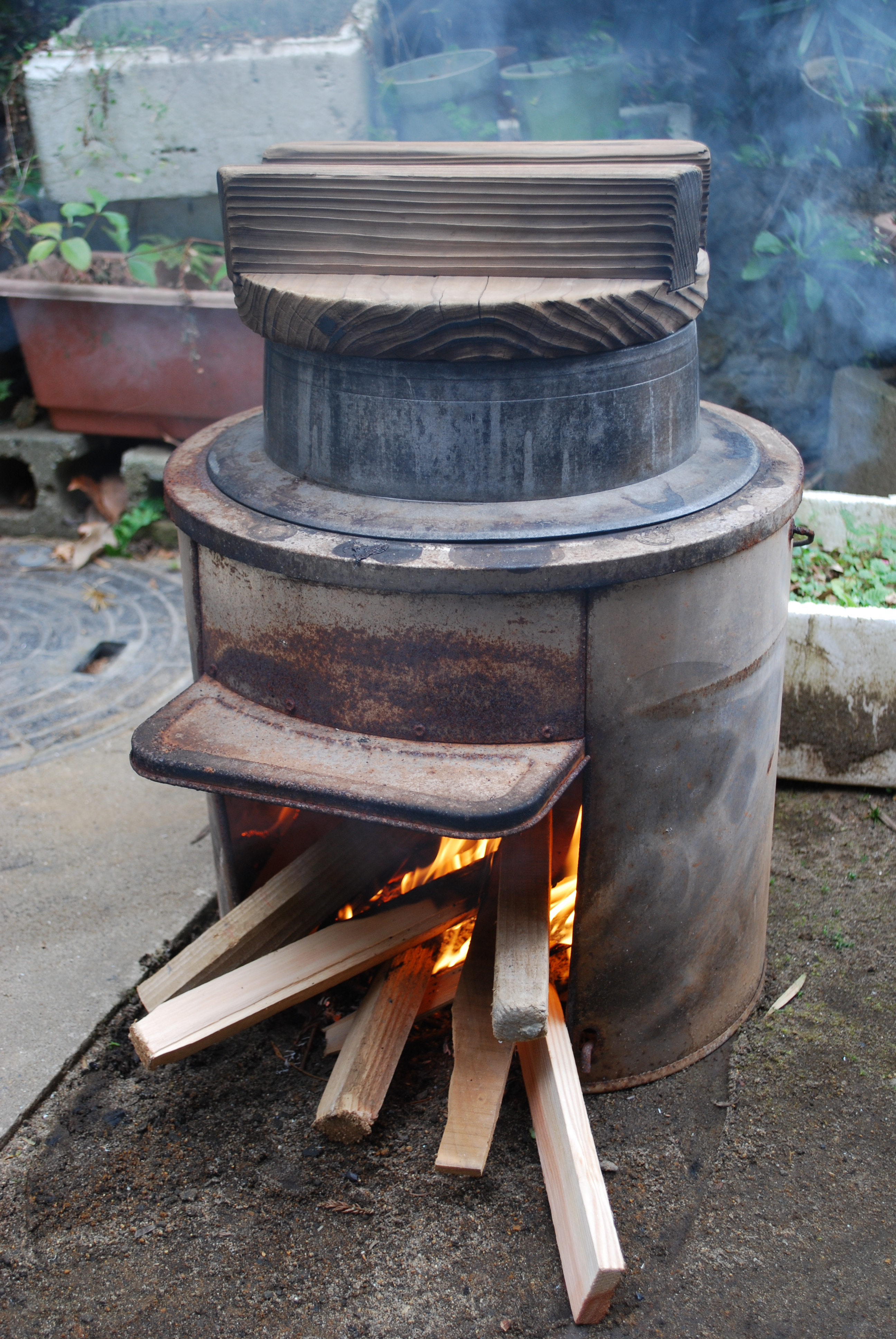
移動式のかまど。軽量で後始末も簡便で、地域イベントや災害時の炊き出しに使われる。

#### 昭和期以降
戦後でも一般的に使用されていた。しかし戦後から高度経済成長期にかけて、炊飯器やガスコンロに取って代わられ、ごく一部の人しか使わなくなった。地方の農家の土間に残るかまども埃をかぶった状態で放置されている。その一方で、都市部の和風飲食店では、日本式のかまどを再現して煮炊きや炊爨に利用し、それをアピールポイントとして宣伝していることもある。
キャンプ場やバーベキュー場には設置されていることが多い。また屋外の催し物でも移動式のかまどが使用される。キャンプ好きな人は個人で所有している。移動式のものは楽天やAmazonなどネット通販でも販売されている。
災害時には電気・ガスが停止した状態で避難者に食事を提供する必要があるので、避難場所に指定されている学校や公園などに固定式かまどを設置する防災活動もある。平時にはベンチとして使え、災害時にかまどとして使えるものも製造・販売されている。
タイガー魔法瓶は2023年に100周年を記念して、「魔法のかまどごはん」という、電気やガスを使わず、新聞紙1部（朝刊1回分）を燃料にしておいしいごはんを炊けるかまどを発売した。
なお1950年代頃までは一般に使われていたため、かまどによる飯の美味しい炊き方が伝わっており、パナソニックは試し炊きだけで20年ほどの年月と3トンもの米を消費し改良を重ね、製品名に『竈』を含めた「プレミアム炊飯器」を2008年に発売した。

#### 世界に進出する改良型日本式かまど
日本ではその役割を終えたかまどではあるが、アフリカや東南アジアなどといった紛争や政治的混乱により社会整備が進んでいない国や、また古代さながらの原始的生活をしている民族もおり、これらの人々は戸外で裸火による調理をしている。しかしこれらの国における樹木などの燃料資源は限られ、難民などの形で一極集中が起きた際には、瞬く間に周囲の樹木が乱伐採され枯れ果てるなどの二次的な環境破壊も発生している。
このためそのような地域では、より効率の良い調理手段が求められてもおり、これに応じて現地に日本式のかまどの作り方を伝えるなどといった運動をしているという話も聞かれる。これらでは炭の使用も含めて、森林保護に効果があると評されているという。なお難民など移動が多い場合には、七輪の利用といった運動も聞かれる。（→七輪）
国際協力機構（JICA）に所属しケニア在住の日本人食物栄養学者である岸田袈裟は、1994年に西ケニア州のエンザロ村で、其処にある材料で現地の需要に則して改良した日本式のかまどを作り上げた。これが現地で「Enzaro Jiko エンザロ・ジコ」や 「Kamado Jiko カマド・ジコ」（Jikoはスワヒリ語で「かまど」の意）と呼ばれて、好評を呼んでいるという。彼女は現地家庭の台所事情の調査の傍らや地域援助の際にこのかまど作りを伝え、更にそのかまどの作り方は現地の人々の間で伝え合われている。
このかまどは日干しレンガか石で土台を作り粘土を塗り込み形を整えて作られる。特にお金をかける必要もなく、人の手だけで数時間で作ることが可能で、2週間ほど乾かせば使用できるようになる。裸火を使った従来の炉では1度に1つの料理しか作れなかったが、改良したかまどでは同時に3種類の調理が行えることから主婦達の労力削減になる。また、従来の炉と違ってかがむ必要もなく立ったままで調理ができることから、腰痛も減り、主婦達の健康改善にも役立つ。さらに、薪の消費量が従来の4分の1で済むため、薪を集める時間と労力も節約でき、同時に森林保護にもつながる。従来は生活廃水も流入するような川の水でも沸かして飲むのは難しく、子供達の7人に1人は5歳前に病気で死んでいたが、従来の4分の1の薪で同時に3種類の調理ができる効率の良いかまどの導入によって水の煮沸消毒が容易になり、衛生的な湯冷ましを飲めるようになってからは、子供の死亡率は135人中1人に激減した。エンザロ・ジコは今ではケニアのほかの州や隣国のウガンダにも広がっている。
JICAによると、エンザロ・ジコ以外にも同機構の技術協力プロジェクトの派遣先にて日本式かまどを現地にある材料で使いながら伝える活動が行われていると言う。アフリカのマリ・ニジェール・ブルキナファソ・ルワンダ・タンザニアのほか中南米のメキシコ、また南米ではボリビアなどでもかまど作りが伝えられている。こちらはエンザロ・ジコのような石組みに土を塗る方式以外にも煉瓦を利用している地域もあるようで、従来からある煉瓦を流用した簡易炉をかまど風に組み直す活動も見られる。（例：ボリビア）
こういった活動は地域の健康を促進するだけではなく、同時に家事に束縛される主婦や燃料調達に追われる子供たちの労働時間が短縮され、これによって農作業に多くの時間をかけられるようになり、地域の農業生産力が向上したり、女性の地位向上、子供の学力向上にも好影響を与えている。

### インド
インドなどではタンドールという伝統的なかまどがあり、日本の本格インド料理店などにいくと、このタンドールが実用に供されているところが見られる（→タンドリーチキン・ナン）。

## 西洋のかまど

### 歴史
古代ローマではかまどの女神（ウェスタ）もおり、かまどの火が消えないように管理する巫女（ウェスタの処女）も存在した。沖縄では、「ヒヌカン」（火の神）のご神体は、かまどの基本形である3つの石である。
イギリスではベンジャミン・トンプソンが19世紀後半に炙り焼きによる味と栄養の損失と、「うまくすれば優に50人分以上の夕食が作れるほどの燃料を使って、やかんの湯をわかすことがよくある」と評したかまどの熱効率の悪さと、その燃料の木炭から出る有害ガスに対処しようと、彼の爵位をとって『ランフォードのかまど』(en)と呼ばれる窯を作成した。これはミュンヘンの貧民収容施設等に設置されたが、オーブンと直火による炙り焼き(ロースト)を厳格に区別する西洋においてはオーブンと見做され、炙り焼きを好むイギリス文化圏では受け入れられなかった。

### 構造

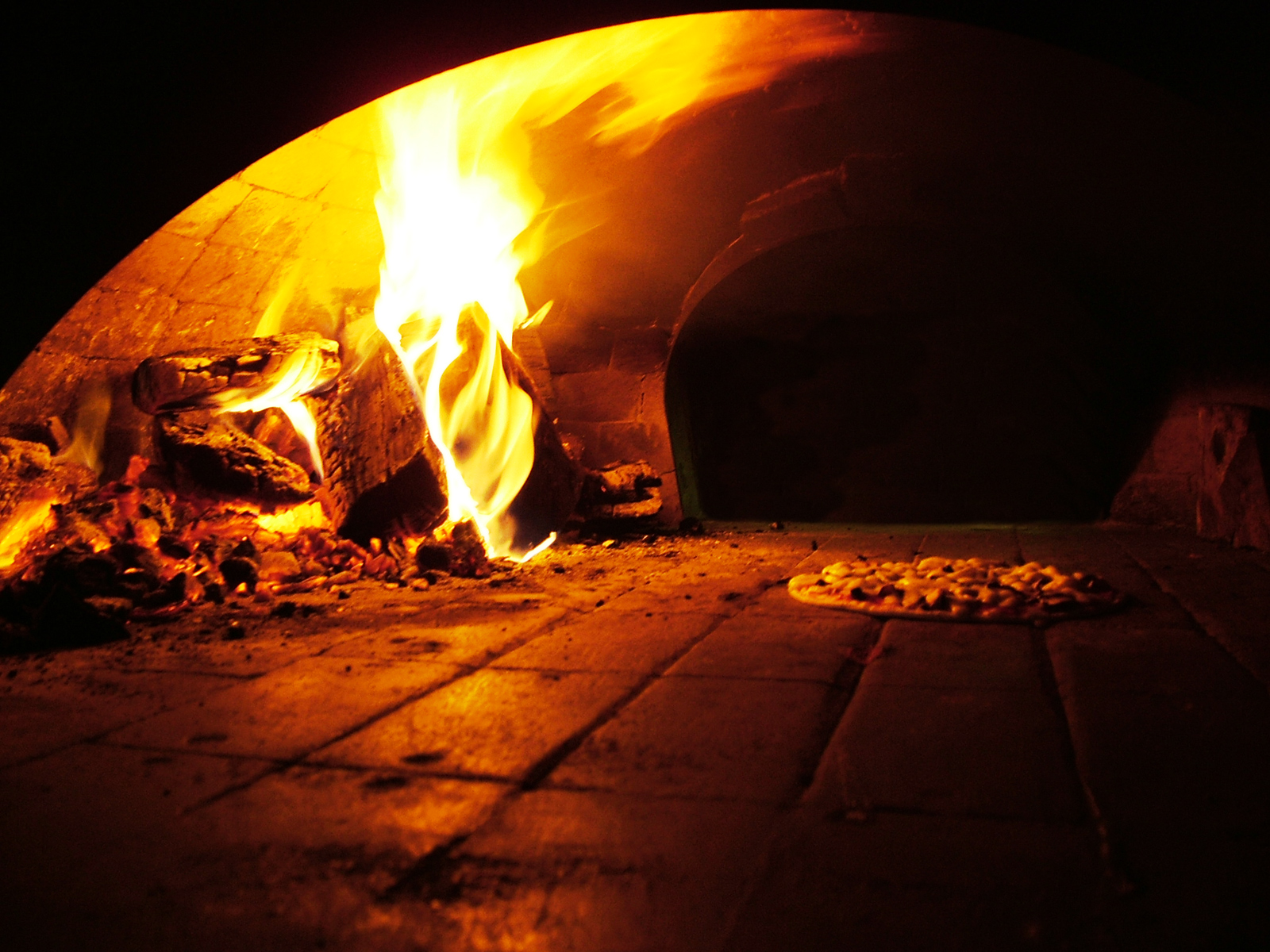
イタリアなどの窯。ピザやパンを焼くだけでなく、鍋を入れて煮込み料理を作ることも。

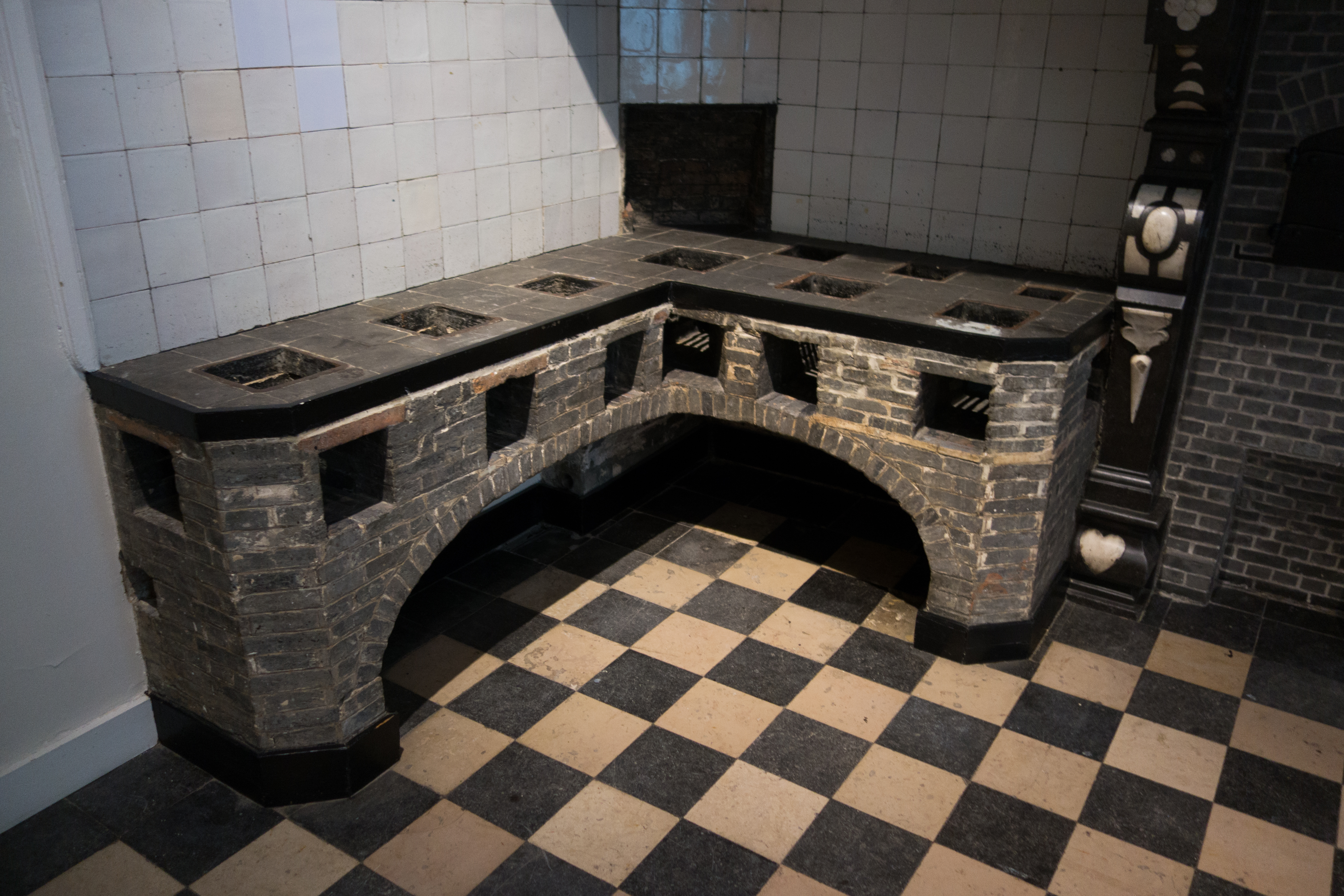
ベルギーの古いかまど

ヨーロッパや西アジア・中東方面では、余熱を使う種類のかまども多い（→石窯）。こちらは火によって調理器具を加熱するのではなく、炉の中でいったん大量の薪などの燃料をくべて石造りの炉自身を加熱、炉が十分に過熱されたところでまだ熱い灰を左右に押しのけ、焼けた石のうえに鍋や金型などの調理器具に食材を載せ、炉内の熱で調理する。これは「薪オーブン」とも呼ばれ、パンやパイを焼くのに適しており、また加熱中は一定以上に過熱されることがないことから放っておけ、また大量調理にも適している（むしろ少量調理には不便である）ため、特に農繁期の労働者に食事を提供するためにも利用され、鍋に入れた料理が冷めないよう保温に利用することもあった。イタリアのピザも本式ではそのような薪オーブンで調理される。

## 蒸しかまど
蒸しかまどは、陶器の上蓋と下の器の中に釜と火をたく空間を包み構成したもので、陶器の中で火を燃やし、米を炊くなどの調理を行うものである。1930年（昭和5年）に福島県磐城郡平町の小鍛冶兼吉が特許を取得した。

## かまどと文明
生物学者の新谷隆史は古代文明の発展とかまどの進歩の関連性に着目し、かまどの発達は文明の発達に大きく寄与したと考えられ、調理の一極化や専門化を生み、かまどを中心に人が集中するようになり、従来の炉が調理に手間が掛かっていたため食が賄える人の数はそれほど多くなかったのに対し、かまどでは高温での連続集中調理で多くの人の食事が賄え、これにより人口の集中が発生し、そこに文明が育まれた、と論じている。